# エフエムやめ
一般財団法人FM八女（エフエムやめ）は、福岡県八女市の一部地域を放送区域として超短波放送（FM放送）をする特定地上基幹放送事業者である。
FM八女そのままの愛称でコミュニティ放送をしている。

## 概要
2012年（平成24年）に開局した全国でも珍しい一般財団法人が免許人であるコミュニティ放送局である。
開局に合わせ八女市は、非常時に電源を切っていたり他局を聴取している場合でもFM八女の放送に切り替わる防災ラジオ（緊急告知FMラジオ）を全世帯及び福祉施設などに無償（2台目及びその他の事業所は有償）貸与している。
開局当初はDreams FM（久留米市）の番組を放送していたが、久留米市の防災情報がそのまま放送されてしまうことから約1か月でネットを中止した。
12月には、総務省消防庁の全国瞬時警報システム（J-ALERT：Jアラート）からの情報をFM放送とエリアメールで伝えるシステムを稼働させた。
また、八女市役所の防災担当課や八女消防本部からの緊急割込放送にも対応し、防災ラジオと連携した防災情報伝達システムとしての役目も担っている。
現在、自主制作番組を放送している時間外はミュージックバードの番組などを放送する。
JCBAインターネットサイマルラジオにより、インターネットでの番組聴取が可能。
沿革
- 2011年（平成23年）
  - 7月20日　一般財団法人FM八女設立
  - 12月27日　特定地上基幹放送局の予備免許取得
- 2012年（平成24年）
  - 5月23日　特定地上基幹放送局の免許取得[3]
  - 6月1日　開局
- 2013年（平成25年）
  - 4月1日　JCBAインターネットサイマルラジオ開始

### スタジオ
FM八女事務所、A・B スタジオ
八女市役所 黒木支所 ２階
サテライトスタジオ
八女市民会館 「おりなす八女」 内

## 送信所
全て周波数80.1MHz、出力20W。
- FM八女 立花CFM （垂直偏波） 八女市立花町北山4251-2（飛形山）
- FM八女 星野CFM （水平偏波） 八女市星野村10828-1（星の文化館敷地内）
- FM八女 矢部CFM （水平偏波） 八女市矢部村矢部3522-18（筑後矢部テレビ中継局に併設）

受信可能な地域は福岡県八女市の一部だけでなく、八女市とその周辺地域の一部や、佐賀県南部や東部、長崎県有明海側（諫早市・島原市）、熊本県北部の一部でも受信可能。
※但し、佐賀県では、エフエム佐賀の周波数の近い鳥栖中継局（79.7MHz）と混信することがある。また、福岡県筑後地方では、地域によってはエフエム福岡の周波数の近い北九州中継局（80.0MHz）と混信することがある。
※上記の通り、八女市内の一部の地域では受信が出来ない一方で、八女市外でも受信が出来る事がある。

## 主な番組

### 現行番組
- がまだすワイド801（火 - 土 12:30 - 15:00）
- ダニー馬場の10時のにやがりもん（月 10:00 - 11:00）
- きらきらミュージックBOX（火～金 10:00 - 11:00）
- Cozy-AshのNatural Musicの和🌎（第1週火 15:00 - 16:00）
- 馬場美雅のしゃべっ茶Oh!（第2、4週火 15:00 - 16:00）
- ONE DAY DJ（第3週火 15:00 - 16:00）
- 悠木シュンの「ポケットに勇気を」（第1週金 15:00 - 16:00）
- 映画ばみろい（第2・4週金 15:00 - 16:00）
- balconnyの「グッドラックトーク」（第3週金 15:00 - 16:00）
- また読んでネ!（土 10:30 - 11:00）八女市立図書館による外部制作番組。

### 過去の番組
- 八女市ラジオまちづくり学校（土 20:30 - 21:00）慶応義塾大学飯盛研究室「八女市元気プロジェクト[4]」の一環として放送。[5]
- IDEA（アイデア）（日 22:00 - 23:00）
- Good Comingのやめられんcha!レディオ（第2週日 13:00 - 14:00→第1週火 15:00 - 16:00）
- 茶の国八女は楽しい （土・日 10:00 - 10:30）エフエム福岡制作、エフエム福岡で放送後当局で再放送。